# 乌迈德宫
乌迈德宫（英語：Umaid Bhawan Palace）是位于印度拉贾斯坦邦焦特布尔的一座宫殿，是世界最大的私人住所之一，有347个房间。
乌迈德宫得名于国王乌迈德辛格，建于1929-1943年。现在分为三部分：王宫、博物馆和一座豪华酒店（由泰姬陵酒店與假日宮殿公司管理）。

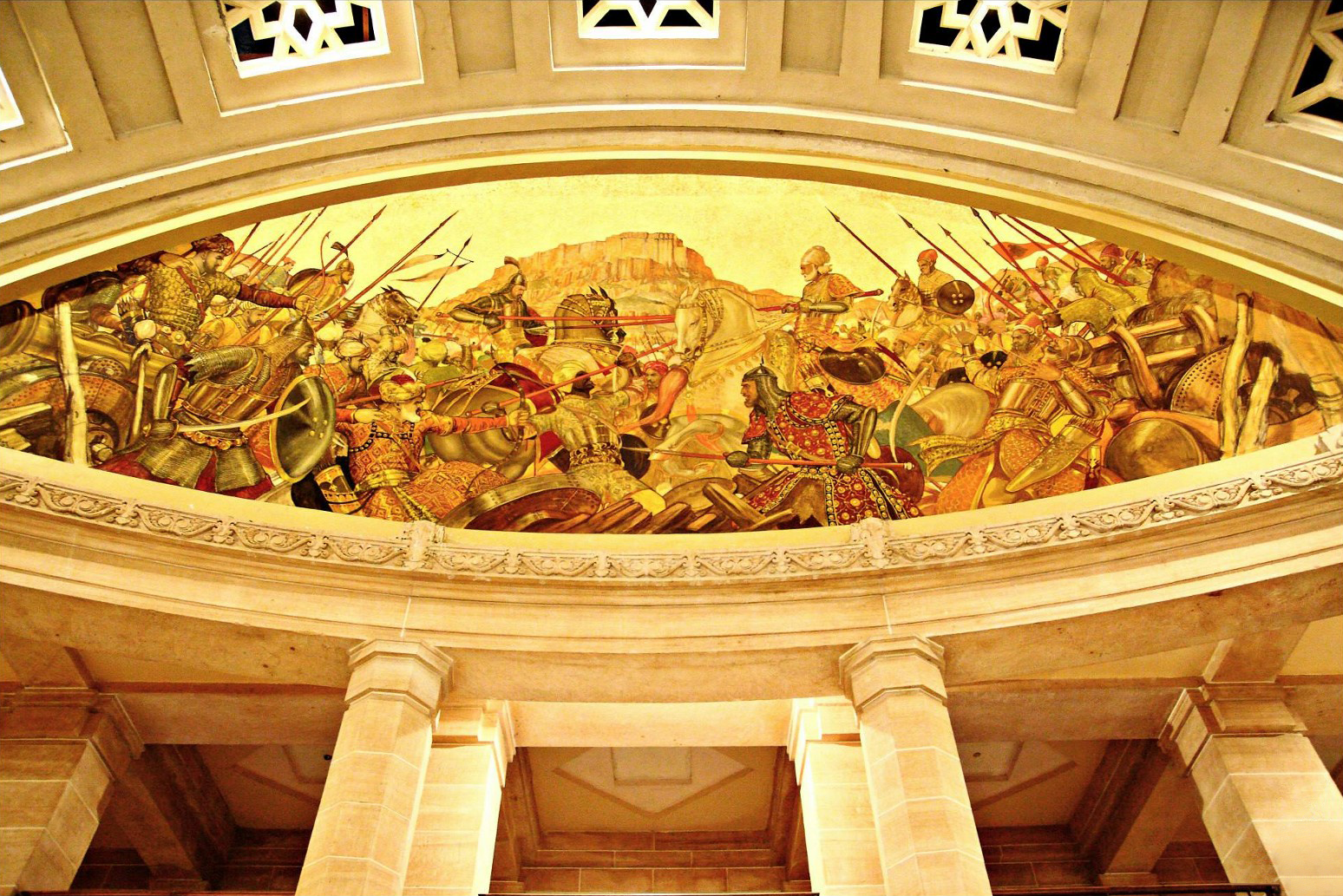
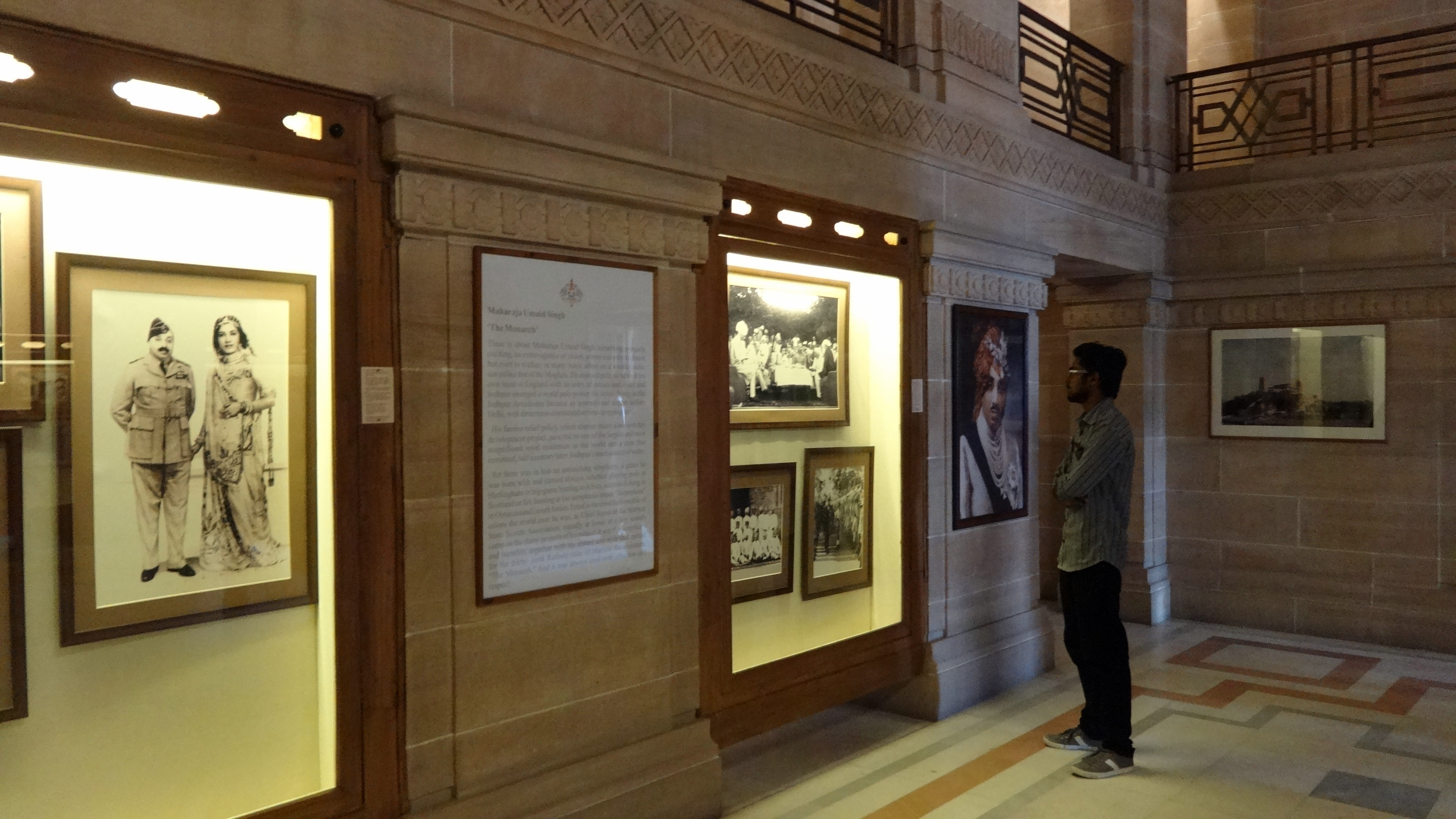